# Pamplona, Negros Oriental

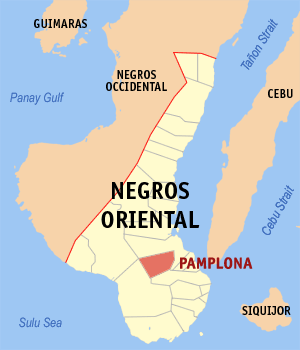
Bản đồ Negros Oriental với vị trí của Pamplona

Pamplona là một đô thị in the tỉnh Negros Oriental, Philippines.
Pamplona có cự ly 37,9 km về phía tây bắc thành phố Dumaguete, thủ phủ Negros Oriental, và 7,6 km về phía tây của đô thị Tanjay. Phía bắc giáp Tanjay, đông giáp Amlan và Tanjay, phía nam giáp Sibulan phía tây giáp Sta. Catalina.

## Đơn vị hành chính
Pamplona được chia thành 16 barangay.
| - Abante - Balayong - Banawe - Datagon - Fatima - Inawasan - Magsusunog - Malalangsi | - Mamburao - Mangoto - Poblacion - San Isidro - Santa Agueda - Simborio - Yupisan - Calicanan |